# Sam Koch
Samuel David Koch (York, Nebraska, Estados Unidos, 13 de agosto de 1982) más conocido como Sam Koch es un jugador estadounidense de fútbol americano que juega de punter en la NFL para los Baltimore Ravens desde 2006. Jugó en Siward High School y al fútbol americano universitario en la Universidad de Nebraska-Lincoln y fue drafteado en el Draft de la NFL del 2006 por los Baltimore Ravens en la 6.ª Ronda en el puesto 203. Sam Koch ha desarrollado distintos tipos de despeje a lo largo de su carrera que lo llevó a ganar reconocimiento.

## Primeros años
Koch asistió a la Seward High School en Seward, Nebraska y jugó de punter, tight end, liniero ofensivo y liniero defensivo para el equipo de fútbol americano.  También debido a una lesión en otro jugador, comenzó algunos juegos como fullback. Junto con el fútbol americano, Koch jugaba baloncesto, béisbol y fútbol.

## Carrera Universitaria
Koch jugó fútbol americano colegial en la Universidad Nebraska-Lincoln, donde jugó de punter, y luego recibió una beca antes del comienzo de la temporada 2004. No vio la acción del juego como un estudiante de primer año en 2002, pero sirvió como jugador de reserva.
Como estudiante de segundo año en 2003, fue el suplente de Kyle Larson pero no despejó esa temporada. 

### 2004
Koch fue el punter de Nebraska en la temporada 2004 después de desempeñar roles en kickoffs durante 7 juegos en 2003. Fue nombrado miembro del equipo del segundo equipo de Academic All-Big 12 de 2005 y del cuadro de honor académico de primavera y otoño del Comisionado de Big 12 de 2005. Acumuló un promedio de 44.1 yardas (con 56 patadas dentro de los 20 y un largo de 84 yardas). Logró ser el tercer jugador con más número de despejes, el cuarto con más número de yardas y el séptimo en yardas medias de la Big-12.

### 2005
En su último año, Koch tuvo la mejor campaña en su posición en la historia de la universidad, ya que rompió la marca promedio de despeje de una temporada con un promedio de 46.5 yardas en 2005. El promedio de 2005 superó el récord anterior de 45.1 yardas por despeje por el exjugador de los Bengals, Kyle Larson, en 2003.  Como sénior, fue semifinalista para el Premio Ray Guy. En la final del Alamo Bowl 2005, Koch registró un promedio de 51.5 yardas en 8 despejes contra Michigan, incluyendo 5 despejes en 50 yardas cada uno.  Hizo al menos 1 despeje de 50 yardas o más en 8 de 11 partidos y superó la barrera de 48 yardas en cada juego. Fue el especialista en patada de kickoffs de los Huskers durante la segunda mitad de la temporada y 18 de sus 32 patadas resultaron en touchbacks. En sus últimos 6 juegos, los oponentes tuvieron solo 10 retornos por un total de 165 yardas. En diciembre de 2005, obtuvo un título en administración de empresas.
Logró ser el segundo jugador con más números de despejes, el segundo con más número de yardas despejadas y el primero en yardas medias por despeje de la Big-12. A nivel nacional fue el cuarto jugador en yardas totales y el tercero en yardas medias por despeje

### Estadísticas
| Año                  | Equipo               | P  | Despejes | Despejes       | Despejes      |
| Año                  | Equipo               | P  | Despejes | Yardas Totales | Yardas Medias |
| -------------------- | -------------------- | -- | -------- | -------------- | ------------- |
| 2004                 | Nebraska-Lincoln     | 11 | 63       | 2600           | 41.3          |
| 2005                 | Nebraska-Lincoln     | 12 | 71       | 3302           | 46.5          |
| Total (2 temporadas) | Total (2 temporadas) | 23 | 134      | 5902           | 44            |

## Carrera en la NFL
Sam Koch fue drafteado por los Baltimore Ravens en la 6.ª Ronda en la posición 203 en el Draft de la NFL de 2006.

### 2006
En su temporada como rookie jugó en los 16 partidos despejando en 86 ocasiones para 3695 yardas y 43 de media por despeje. Su despeje más largo fue de 61 yardas. Logró posicionarse como el sexto jugador con más despejes y el octavo con más yardas totales de la NFL.

### 2007
En la temporada de 2007 despejó 78 veces, para 3397 yardas totales, con 43.6 media por despejes. Tuvo un despeje bloqueado y su despeje más largo fue de 64 yardas. Logró posicionarse como el décimo jugador con más número de despejes.

### 2008
En la temporada 2008, Koch lideró a la NFL en despejes dentro de la línea de 10 yardas. En la semana 16, contra los Dallas Cowboys, completó su primer pase profesional de carrera para nueve yardas. En general, en la temporada, totalizó 84 despejes para 3,777 yardas netas para un promedio de 44.96. Su despeje más largo fue de 74 yardas. Fue el sexto jugador con más yardas totales y el tercer jugador con el despeje más largo.

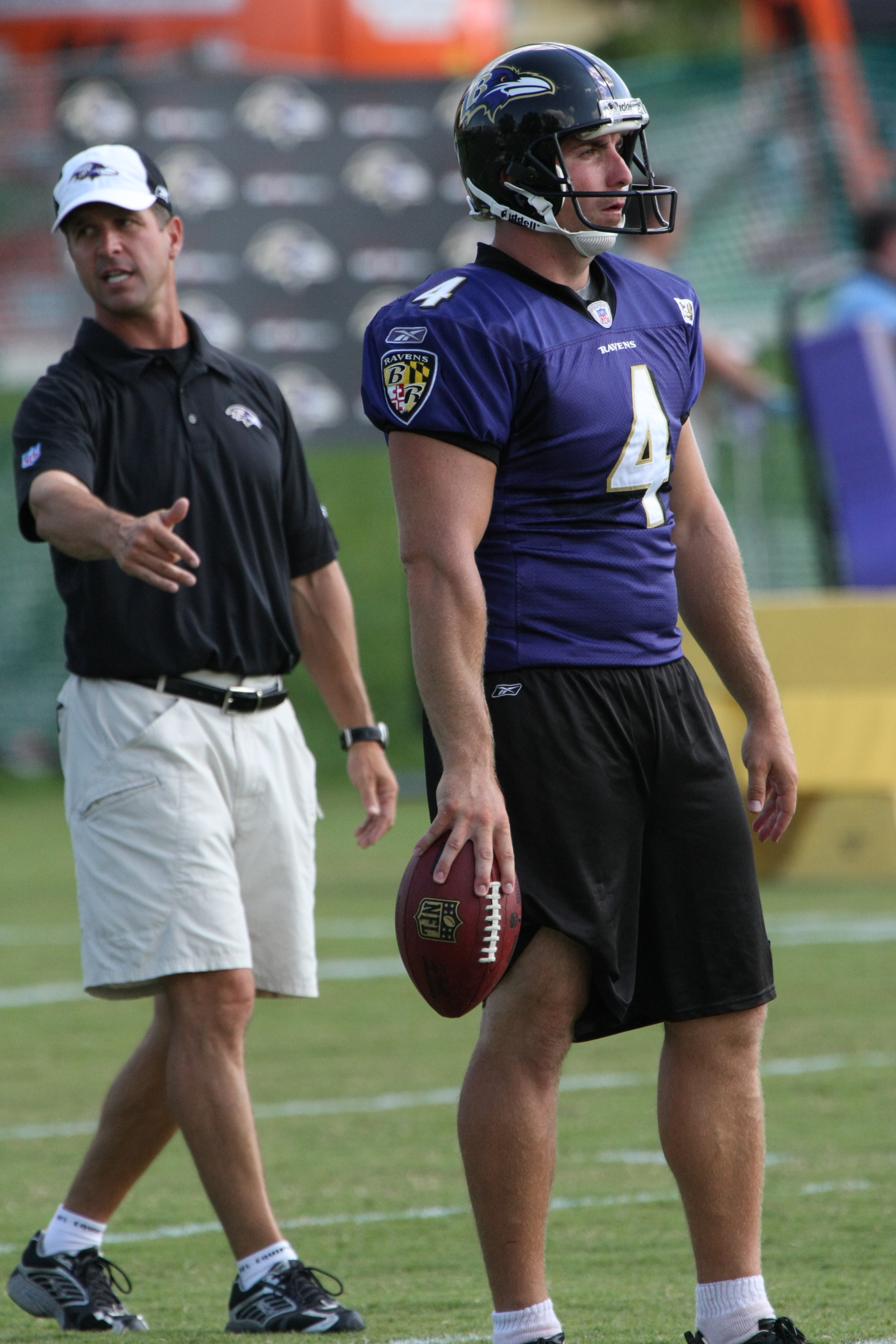
Sam Koch y el entrenador de los Baltimore Ravens John Harbaugh en un campo de entrenamiento en 2009.

### 2009
En la temporada 2009, Koch terminó con 73 despejes para 3,188 yardas netas para un promedio de 43.67. Tuvo un despeje bloqueado y su despeje más largo fue de 60 yardas. Koch firmó una oferta de un año y $ 1.545,000 el 27 de marzo.

### 2010
En la temporada 2010, Koch terminó con 82 despejes para 3,530 yardas netas para un promedio de 43.05. Además, completó un pase de 13 yardas en un juego contra los Miami Dolphins. Su despeje más largo fue de 60 yardas.
Después de una destacada temporada de 2010, Koch fue nombrado miembro del equipo All-Fundamentals 2010 por USA Football y la NFL Players Association.

### 2011
En la temporada 2011, Koch terminó con 73 despejes para 3,393 yardas netas para un promedio de 46.48. Su despeje más largo fue de 63 yardas.Se posicionó como el décimo jugador con más yardas medias por despeje.

### 2012
En un juego de la Semana 10 contra los Oakland Raiders el 11 de noviembre de 2012, Koch anotó su primer touchdown en un gol de campo falso. Koch era el titular de los Ravens. En general, terminó la temporada 2012 con 83 despejes para 3,911 yardas para un promedio de 47.42 y su despeje más largo fue de 64 yardas. Ocupó el sexto lugar en número de despejes, el quinto en yardas totales.
Durante la temporada 2012, Koch obtuvo su primer título de campeonato cuando los Ravens ganaron contra los 49ers en el Super Bowl XLVII. Koch hizo contribuciones clave en las dos últimas jugadas del Super Bowl, primero luchando en su propia zona final para quemar el tiempo del reloj antes de "tomar un safety" con cuatro segundos restantes. En la siguiente jugada, convirtió un tiro libre de 60 yardas que dejó a los 49ers fuera del rango de gol de campo y permitió que el reloj se agotara después de que la pelota fuera lanzada.

### 2013
En la temporada 2013, Koch terminó con 90 despejes para 4,138 yardas netas para un promedio de 45,98, tuvo un despeje bloqueado y el más largo fue de 69 yardas. Fue el tercer jugador con más número de despejes, el octavo con el despeje más largo y el quinto en número de yardas totales.

### 2014
En la temporada 2014, Koch terminó con 60 despejes para 2,841 yardas para un promedio de 47.35,un despeje bloqueado y el más largo de 74 yardas. Ocupó el cuarto puesto en yardas medias por despeje y el tercero en despeje más largo.

### 2015
El 9 de julio de 2015, los Ravens volvieron a firmar a Koch con un contrato de cinco años y $ 16.25 millones, lo que lo convirtió en uno de los punters mejor pagados de la NFL. En general, en la temporada 2015, terminó con 74 despejes para 3,454 yardas netas con un promedio de 46.68 y un despeje de 67 yardas. Ocupó el octavo lugar en yardas medias por despeje y el décimo en despeje más largo. Ese año fue seleccionado al Pro Bowl y Associated Press lo votó para el segundo equipo All-Pro.

### 2016
En la semana 12 de la temporada 2016, contra los Cincinnati Bengals, Koch estuvo involucrado en una maniobra estratégica similar a su juego del Super Bowl XLVII al final del juego. Con los Ravens liderando 19–12 con 11 segundos restantes en el juego en su propia línea de 23 yardas, Koch corrió 23 yardas hacia su propia zona final para tomar un safety y agotar el reloj. La obra fue un éxito y los Ravens ganaron 19–14. En general, en la temporada 2016, terminó con 80 despejes para 3,665 yardas netas para un promedio de 45.81 y un despeje de 68 yardas. Ocupó el octavo puesto en número de despejes y yardas totales.

### 2017
En la semana 12 de la temporada 2017, Koch completó un pase de 22 yardas a Chris Moore en un despeje falso, lo que le valió el Jugador de la Semana de los Equipos Especiales de la AFC. En la semana 15, Koch despejó cinco veces para un promedio de más de 43 yardas, con cuatro despejes aterrizando dentro de la línea de 20 yardas, lo que le valió su segundo jugador de la semana de los equipos especiales de la AFC esta temporada. En general, en la temporada 2017, terminó con 84 despejes para 3,765 yardas netas para un promedio de 44.82, tuvo un despeje bloqueado y el más largo fue de 67 yardas. Fue el noveno jugador con más número de despjes.

### 2018
En la temporada 2018, Koch tuvo 60 despejes totales para 2,842 yardas netas para un promedio de 47.37, tuvo un gol de campo bloqueado y el más largo fue de 65 yardas. Ocupó el cuarto puesto en cantidad de despejes.

### 2019
Ante el buen presente de los Baltimore Ravens Koch despejó en 40 ocasiones, para 1855, media de 46.4 yardas, un despeje bloqueado y el más largo de 62 yardas.

### 2020
El 18 de marzo de 2020, Koch firmó una extensión de contrato de dos años con los Ravens hasta la temporada 2022.

### Estadísticas
| Año                   | Equipo                | J   | Despejando | Despejando | Despejando | Despejando | Despejando | Kickoffs | Kickoffs | Kickoffs | Kickoffs | Kickoffs |
| Año                   | Equipo                | J   | Des        | YdsTot     | YdsMed     | Blk        | Lg         | KO       | KOYds    | TB       | TB%      | KOMed    |
| --------------------- | --------------------- | --- | ---------- | ---------- | ---------- | ---------- | ---------- | -------- | -------- | -------- | -------- | -------- |
| 2006                  | Baltimore Ravens      | 16  | 86         | 3695       | 61         | 0          | 43.0       | 10       | 632      | 0        | 0        | 63.2     |
| 2007                  | Baltimore Ravens      | 16  | 78         | 3397       | 64         | 1          | 43.6       | 2        | 65       | 0        | 0        | 32.5     |
| 2008                  | Baltimore Ravens      | 16  | 84         | 3777       | 74         | 0          | 45.0       | 0        | 0        | 0        | 0        | 0        |
| 2009                  | Baltimore Ravens      | 16  | 73         | 3188       | 60         | 1          | 43.7       | 0        | 0        | 0        | 0        | 0        |
| 2010                  | Baltimore Ravens      | 16  | 81         | 3530       | 60         | 0          | 43.6       | 0        | 0        | 0        | 0        | 0        |
| 2011                  | Baltimore Ravens      | 16  | 73         | 3393       | 63         | 0          | 46.5       | 2        | 113      | 1        | 50.0%    | 56.5     |
| 2012                  | Baltimore Ravens      | 16  | 83         | 3911       | 60         | 0          | 47.1       | 1        | 64       | 0        | 0        | 64       |
| 2013                  | Baltimore Ravens      | 16  | 90         | 4138       | 69         | 1          | 46.0       | 0        | 0        | 0        | 0        | 0        |
| 2014                  | Baltimore Ravens      | 16  | 60         | 2841       | 73         | 1          | 47.4       | 0        | 0        | 0        | 0        | 0        |
| 2015                  | Baltimore Ravens      | 16  | 74         | 3454       | 67         | 0          | 46.7       | 0        | 0        | 0        | 0        | 0        |
| 2016                  | Baltimore Ravens      | 16  | 80         | 3665       | 68         | 0          | 45.8       | 1        | 65       | 0        | 0        | 65       |
| 2017                  | Baltimore Ravens      | 16  | 84         | 3765       | 67         | 1          | 44.8       | 0        | 0        | 0        | 0        | 0        |
| 2018                  | Baltimore Ravens      | 16  | 60         | 2842       | 65         | 1          | 47.4       | 0        | 0        | 0        | 0        | 0        |
| 2019                  | Baltimore Ravens      | 16  | 40         | 1855       | 62         | 1          | 46.4       | 0        | 0        | 0        | 0        | 0        |
| Total (15 temporadas) | Total (15 temporadas) | 224 | 1046       | 47451      | 74         | 7          | 45.4       | 16       | 939      | 1        | 6.3%     | 58.7     |

### Récords con los Ravens
- Mas número de yardas totales en toda la carrera (47,451)[21]
- Despeje más largo (74 yardas)[21]
- Mayor media de yardas por despeje (45,4)[21]